# B'z TV STYLE II Songless Version
『B'z TV STYLE II Songless Version』（ビーズ・ティーヴィー・スタイル・ツー・ソングレス・ヴァージョン）は、日本の音楽ユニットのB'zが1995年12月20日にRooms RECORDSからリリースした2枚目のコンピレーション・アルバムである。
タイトルに含まれるTV Styleとは、テレビ出演の際などに使われる、オリジナル音源からメイン・ボーカルのみを抜き出したいわゆる「カラオケ」バージョンのことである。38thシングル『愛のバクダン』（初回盤のみ）の4th beat「愛のバクダン（TV STYLE）」も同じである。

## 内容
10thシングル『BLOWIN'』から18thシングル『LOVE PHANTOM』までのA面の全曲、過去のアルバムから数曲、2nd beatから数曲をメイン・ボーカルの入っていない、「TV STYLE」で収録。曲の冒頭や終わりに、観客の声が収録されているトラックもある。

## 収録曲
1. BLOWIN' (4:04)　
  - 曲の冒頭と終わりに、観客の声が入っている。
2. ZERO (4:50)　
  - 曲の冒頭と終わりに、観客の声が入っている。
3. 恋心(KOI-GOKORO) (3:47)　
  - 曲の冒頭だけ、観客の声が入っている。メイン・ボーカルがないため、コーラスの高原由妃の声がオリジナル音源よりもはっきり聞こえる。
4. TIME (4:56)
5. 愛のままにわがままに 僕は君だけを傷つけない (3:56)
6. もう一度キスしたかった (4:38)　
  - 曲の終わりに、観客の声が入っている。
7. Wonderful Opportunity (4:38)　
  - 曲の冒頭と終わりに、観客の声が入っている。
8. GIMME YOUR LOVE -不屈のLOVE DRIVER- (4:27)　
  - 曲の冒頭と終わりに、観客の声が入っている。
9. 裸足の女神 (4:24)　
  - 曲の冒頭と終わりに、観客の声が入っている。
10. Don't Leave Me (4:24)　
  - 曲の冒頭だけ、観客の声が入っている。
11. MOTEL (4:22)
12. ねがい (3:28)
13. love me, I love you (3:18)
14. LOVE PHANTOM (4:56)　
  - 曲の終わりに観客の声が入っており、アンコールらしきコールになってフェードアウトする。
15. いつかのメリークリスマス (5:34)